# Abizanda
Abizanda (L'Abizanda en aragonés) es un municipio español de la provincia de Huesca, en Aragón. Ubicado en el Sobrarbe, cuenta con una población de 163 habitantes (INE 2024).

## Geografía
Municipio del Prepirineo, elevado sobre el barranco del río y rodeado de montes de pinares y encinas. En el municipio se encuentra también el pantano de El Grado, apto para el baño y la diversión acuática.

### Localidades limítrofes
Barbastro, Naval, Aínsa, Palo, Arcusa.

### Núcleos de población incluidos
Escanilla, Lamata y Ligüerre de Cinca.

## Historia
Pueblo medieval con torreón del siglo XI y numerosos restos patrimoniales románicos y árabes. El castillo de Abizanda fue construido por Sancho Garcés III de Navarra, encima del punto más alto de vigilancia en el valle del Cinca.

## Economía
Agraria y turística.

## Administración y política
| Período   | Alcalde                        | Partido |  |
| --------- | ------------------------------ | ------- |  |
| 1979-1983 | José Gabal Lafalla             | UCD     |  |
| 1983-1987 |                                |         |  |
| 1987-1991 |                                |         |  |
| 1991-1995 | Pedro Santorromán              | PSOE    |  |
| 1995-1999 | Pedro Santorromán              | PSOE    |  |
| 1999-2003 | Pedro Santorromán              | PSOE    |  |
| 2003-2007 | Pedro Santorromán-Ramón Guatas | PSOE    |  |
| 2007-2011 | Fernando Torres Lacambra       | PSOE    |  |
| 2011-2015 | José Buesa Abadías             | PSOE    |  |
| 2015-2019 | Vanessa Cuello Escartín        | PP      |  |

| Partido político    | Partido político                                   | 2003   | 2007   | 2011   | 2015   |
| Partido político    | Partido político                                   | Ediles | Ediles | Ediles | Ediles |
|                     | Partido de los Socialistas de Aragón (PSOE-Aragón) | 5      | 5      | 4      | 2      |
|                     | Partido Popular de Aragón (PP)                     | —      | —      | 1      | 3      |
| Total de concejales | Total de concejales                                | 5      | 5      | 5      | 5      |

## Demografía
Cuenta con una población de 163 habitantes (INE 2024).
| Gráfica de evolución demográfica de Abizanda entre 1842 y 2021 |
| |
| Población de derecho según los censos de población del INE Población de hecho según los censos de población del INEEntre el censo de 1857 y el anterior, crece el término del municipio porque incorpora a 225095 (Escanilla) y 225155 (Ligüerre de Cinca) |

## Monumentos
- En Abizanda, Castillo torreón del siglo XI y 30 metros de altura, iglesia románica, capilla románica del siglo X, casa castillo y casa fortaleza de los siglos XII y XII, perímetro amurallado, pozo árabe....

- En Escanilla, la Torre de Escanilla y la casa Mora del siglo XVI. Ambas fueron declaradas Bien de Interés Cultural de Aragón.[cita requerida]

Destacan magníficos ejemplos de arquitectura tradicional como Casa Carlos o su precioso pozo-fuente de origen islámico.

## Cultura
Casa pirenaica de los títeres con actuaciones todo el año de Los titiriteros de Binéfar y otros muchos grupos, Museo de creencias y religiosidad popular único en España y CEDAS, centro de documentación de los valles de Aure y Sobrarbe.

## Deportes
Club Deportivo Abizanda, fútbol sala.

## Fiestas
15 de agosto y fin de semana adyacente. Orquesta, ronda, charangas y bailes populares. También primer fin de semana de enero romería de los langostos, de interés turístico y etnográfico.

## Ocio
Montañismo, descenso de barrancos, senderismo, piragua, windsurf y vela en el pantano, BTT, actividades en la naturaleza.

### Mapas donde se encuentra el municipio
- 250 (enlace roto disponible en Internet Archive; véase el historial, la primera versión y la última).
- 249 (enlace roto disponible en Internet Archive; véase el historial, la primera versión y la última).